# Resolució 116 del Consell de Seguretat de les Nacions Unides
La Resolució 116 del Consell de Seguretat de les Nacions Unides, és una resolució que el Consell de Seguretat de l'ONU va aprovar am unanimitat el 26 de juny de 1956 després d'examinar l'aplicació de Tunísia per a ser membre de les Nacions Unides, el Consell va recomanar a l'Assemblea general que Tunísia fos admesa.